# Куклинский, Яков Аронович
Я́ков Аро́нович Куклинский (31 марта 1937 — 4 ноября 1997, Кокшетау) — советский и казахстанский театральный режиссёр, актёр, работник культуры, заслуженный деятель искусств Казахской ССР (1987).
Основатель Кокшетауского областного русского драматического театра (ныне — Акмолинский областной русский драматический театр).

## Биография
Яков Аронович Куклинский родился 31 марта 1937 года.
Выпускник Киевского театрального института им. И. К. Карпенко-Карого.
С 1954 по 1955 годы был артистом Запорожского театра им. Н. Щорса (ныне — Запорожский академический областной украинский музыкально-драматический театр имени В. Г. Магара), г. Запорожье (Украинская ССР, Запорожская область).
С 1960 по 1964 годы работал режиссером в Берзниковском драматическом театре (БДТ), г. Березники (Российская СФСР, Пермская область).
В период с 1966 по 1977 год возглавлял Кустанайский областной русский драматический и кукольный театр им. А. М. Горького.
С 23 июня 1977 по 1997 годы возглавлял Кокчетавский областной русского драматического театра (ныне — Акмолинский областной русский драматический театр), где был художественным руководителем и главным режиссером театра.
За заслуги в развитии театрального искусства Указом Президиума Верховного Совета Казахской ССР от 8 июня 1987 года было присвоено почетное звание «Заслуженный деятель искусств Казахской ССР».
Умер 4 ноября 1997 года в г. Кокшетау (Северо-Казахстанская область, Казахстан).
Похоронен в Кокшетау на городском христианском кладбище.
На фасаде дома на улице Бауыржана Момышулы, 19 (ранее Интернациональная улица), где жил Яков Аронович двадцать лет с 1977 по 1997 г. была установлена мемориальная доска в память о заслуженном деятеле искусств Казахской ССР.
В 2022 году был обновлён памятник на могиле Якова Куклинского.

### Личная жизнь
- Жена — Галина Александровна Куклинская (1938 — май 2015), актриса.
- Дочь

## Творчество
Программы спектаклей:
«Верю в тебя», «Госпожа министерша», «Тринадцатый председатель» (1960, 1969, 1986); статьи: «О друзьях — товарищах», «Чайковский», «Мастера сценического искусства», «Еще раз здравствуйте», «Приобщение к сцене», «Первая встреча» и др. (1961—1986)

## Награды и звания
- Диплом лауреата Всесоюзного фестиваля финской драматургии в СССР (1981)
- Заслуженный деятель искусств Казахской ССР (8 июня 1987)